# Biama allumba
Biama allumba är en insektsart som beskrevs av Otte, D. och R.D. Alexander 1983. Biama allumba ingår i släktet Biama och familjen Mogoplistidae. Inga underarter finns listade i Catalogue of Life.